# Аскарат
Аскара́т (фр. Ascarat) — коммуна во Франции, находится в регионе Новая Аквитания. Департамент — Атлантические Пиренеи. Входит в состав кантона Монтань-Баск. Округ коммуны — Байонна.
Код INSEE коммуны — 64066.

## География

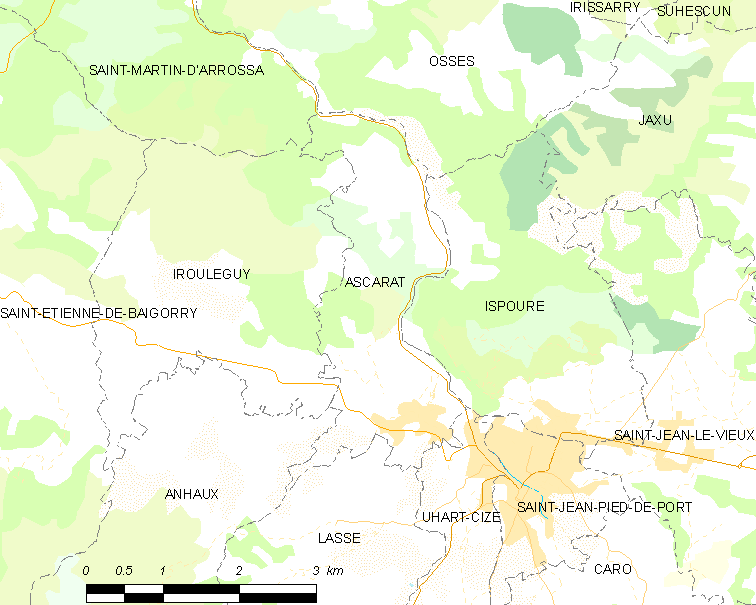
Карта коммуны

Коммуна расположена приблизительно в 690 км к юго-западу от Парижа, в 195 км южнее Бордо, в 75 км к западу от По.
На северо-востоке коммуны протекает река Нив.

### Климат
Климат тёплый океанический. Зима мягкая, средняя температура января — от +5°С до +13°С, температуры ниже −10 °C бывают редко. Снег выпадает около 15 дней в году с ноября по апрель. Максимальная температура летом порядка 20—30 °C, выше 35 °C бывает очень редко. Количество осадков высокое, порядка 1100 мм в год. Характерна безветренная погода, сильные ветры очень редки.

## Население
Население коммуны на 2010 год составляло 312 человек.
| 1962 | 1968 | 1975 | 1982 | 1990 | 1999 | 2010 |
| ---- | ---- | ---- | ---- | ---- | ---- | ---- |
| 274  | 283  | 282  | 294  | 294  | 275  | 312  |

## Администрация
| Период | Период | Фамилия          | Партия              | Примечания                               |
| ------ | ------ | ---------------- | ------------------- | ---------------------------------------- |
| 1995   | 2020   | Жан-Мишель Галан | Патриотический союз | генеральный советник кантона (2001—2008) |

## Экономика
В 2010 году среди 184 человек трудоспособного возраста (15—64 лет) 131 были экономически активными, 53 — неактивными (показатель активности — 71,2 %, в 1999 году было 65,0 %). Из 131 активных жителей работали 122 человека (51 мужчина и 71 женщина), безработных было 9 (5 мужчин и 4 женщины). Среди 53 неактивных 19 человек были учениками или студентами, 27 — пенсионерами, 7 были неактивными по другим причинам.

## Фотогалерея

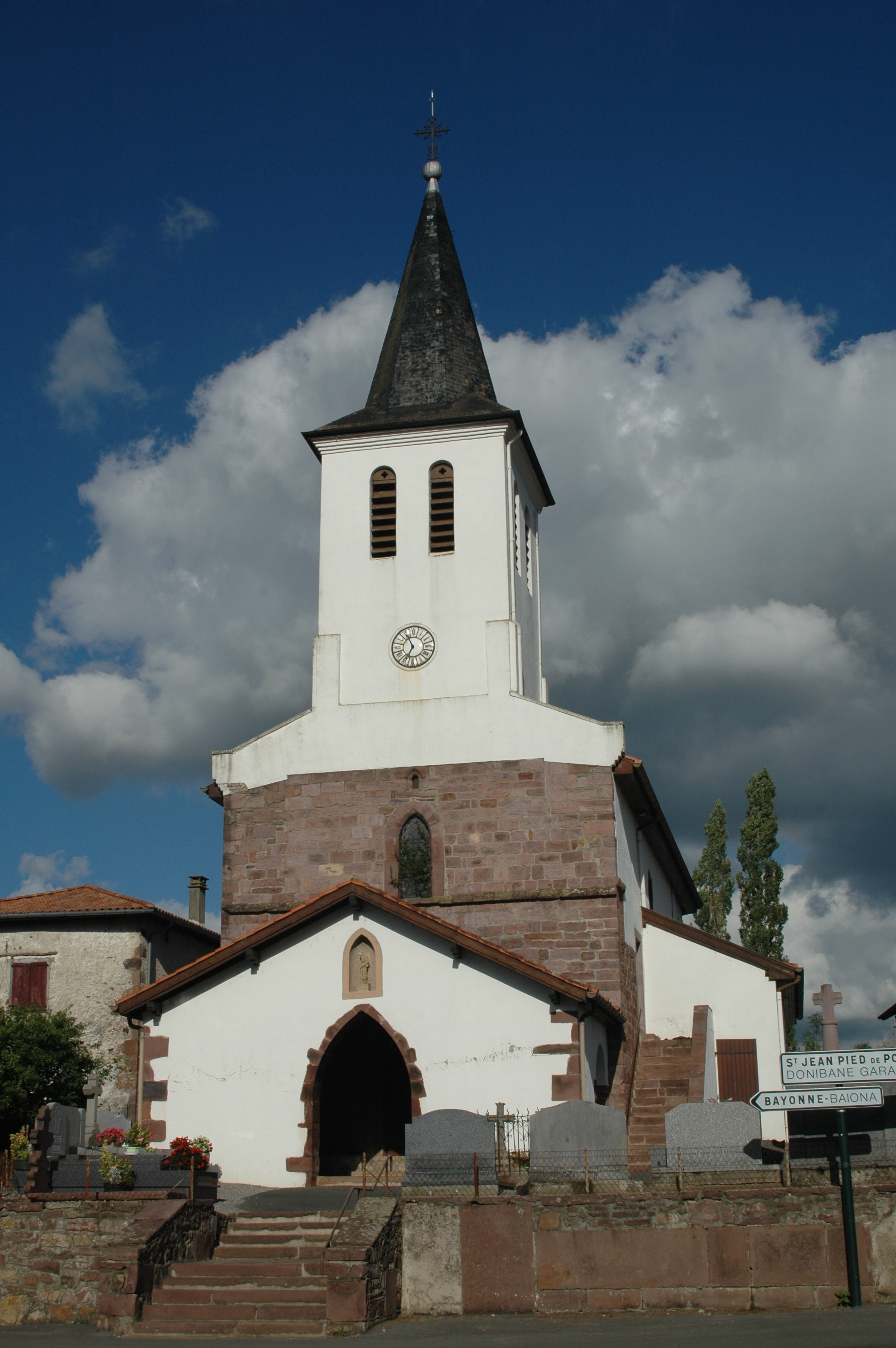
Церковь Св. Иулиана
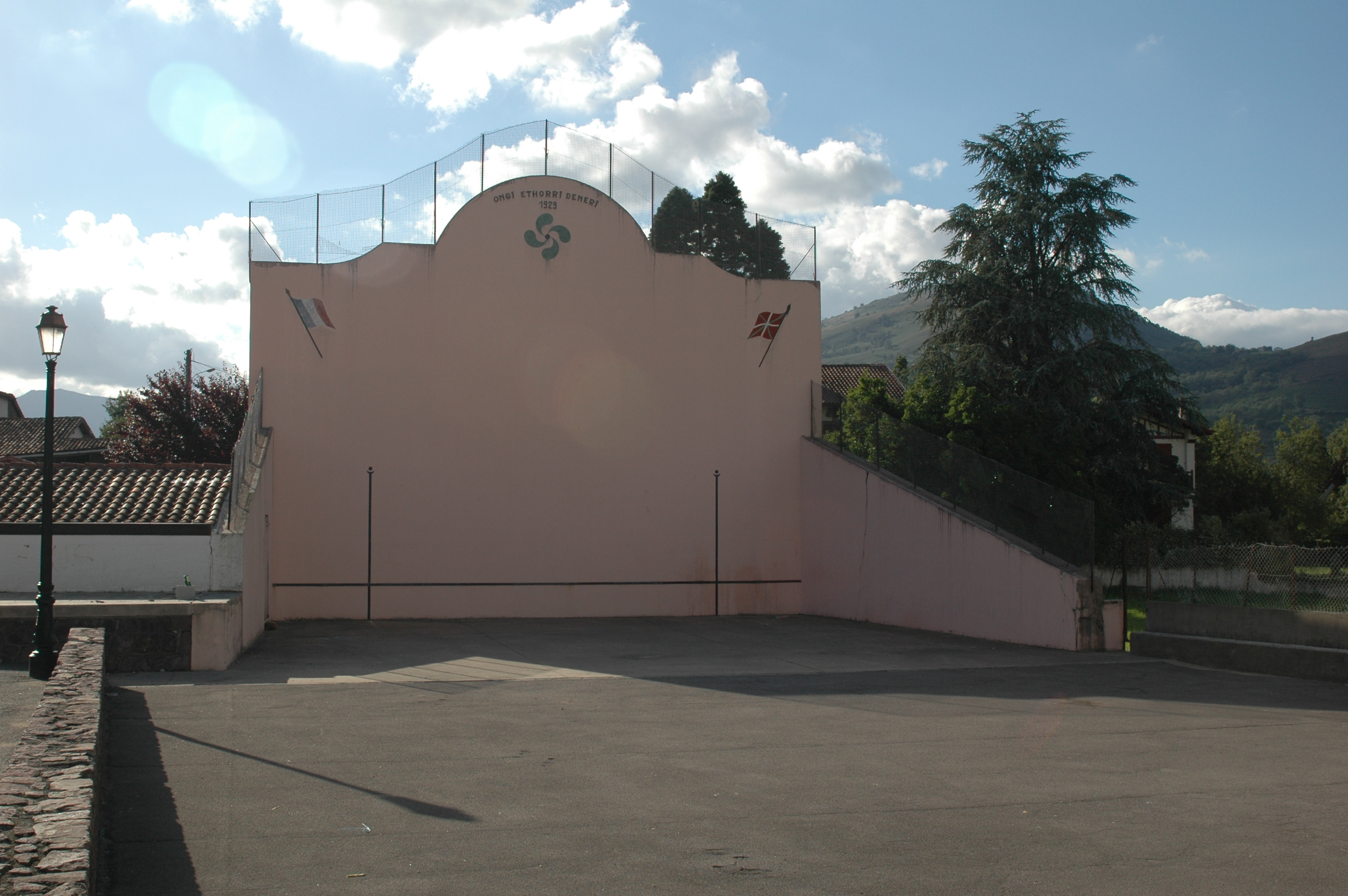
Фронтон (площадка для игры в пелоту)